# Kuno Becker

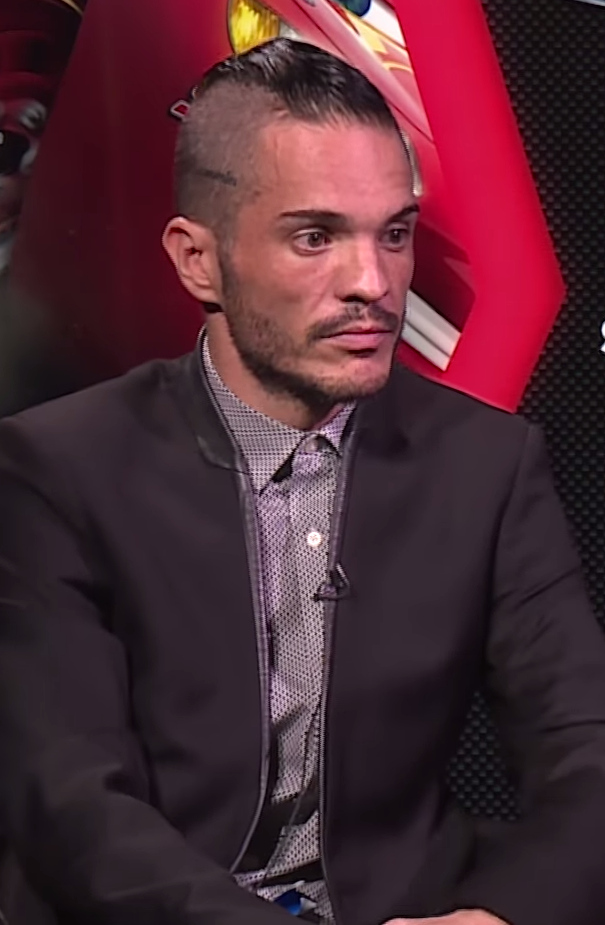
Kuno Becker en 2017

Eduardo Kuno Becker Paz (Ciudad de México, 14 de enero de 1978), más conocido como Kuno Becker, es un actor, cantante, escritor y director de cine y televisión mexicano que ha trabajado en telenovelas, teatro y cine mexicano. Se hizo conocido por interpretar a Santiago Muñez en las películas (de fútbol) Goal!, Goal II: Living the Dream y Goal! 3: Taking on the World así como la voz del Rayo McQueen en Cars 1, Cars 2 y Cars 3.
Es uno de los actores mexicanos con mayor proyección internacional, reconocimiento que obtuvo gracias a su trabajo y profesionalismo en cine, teatro y televisión. Originario de la Ciudad de México, además de compartir su pasión por la música, prepara su carrera como actor en el Centro de Educación Artística (CEA) y distintos talleres de teatro, lo cual le abre las puertas para participar en varios proyectos de televisión como Primer amor… a mil por hora y Soñadoras. 
Actualmente enfoca su carrera en el cine, el cual le ha permitido participar en grandes producciones tanto nacionales como internacionales. En su filmografía destacan: La hija del caníbal de Antonio Serrano (2003) junto a Cecilia Roth; Imagining Argentina de Christopher Hampton (2004) junto a Emma Thompson y Antonio Banderas; NOMAD, de Ivan Passer (2005); la trilogía llamada Goal! (2005-2007); Spoken Word, de Víctor Núñez (2008), con Rubén Blades, y La última muerte, de David "Letxe" Ruiz (2012). En 2009 trabaja en la película Te presento a Laura, de Fez Noriega, junto a Martha Higareda. En 2010 realiza Espacio interior, de Carlos Parlange, junto a Ana Serradilla, y Las paredes hablan, de Antonio Zavala. En su trabajo en el teatro destaca la puesta en escena de The Pillowman de Mario Espinosa (2007), actuación por la cual obtuvo el reconocimiento por parte de la ACPT. Actualmente está desarrollando su faceta como guionista y director.

## Primeros años
Su carrera como artista comenzó a una edad temprana, aunque no como actor sino como un músico. Cuando tenía seis años, empezó a tocar el violín. Después de obtener una beca, viajó a Europa y comenzó sus estudios en el Mozarteum de la ciudad de Salzburgo, Austria, donde durante varios años tomó clases de violín con profesores internacionalmente famosos como Denes Zsigmondi y Ricci Ruggiero.

## Carrera
A los dos años, Kuno tomó la decisión de dejar de lado su carrera como violinista, con el fin de perseguir lo que ahora considera su "más grande pasión", la actuación. Hizo una audición con más de 3200 candidatos y fue aceptado como estudiante en el Centro de Educación Artística (CEA) de Televisa. 
Para la telenovela Primer amor... a mil por hora junto a su compañera de reparto Anahí interpretaron la canción "Juntos", uno de los temas musicales.
En el cine le proporcionó la voz a Cale Tucker, Tobías y Rayo McQueen para el doblaje en español, en las películas de animación Titan A.E., The 3 Wise Men y Cars de Disney respectivamente. También apareció en la película de 1997, La primera noche. En 2002, Becker protagonizó la película La hija del caníbal (Lucía, Lucía), junto a la actriz argentina Cecilia Roth. Más tarde protagonizó junto a Antonio Banderas y la ganadora del Oscar Emma Thompson, el drama-thriller Imagining Argentina. También protagonizó la película Nomad, una historia épica que transcurre en el Kazajistán del siglo XVIII filmada en 2004. La producción tomó dos años y llegó a las pantallas en 2006. También obtuvo el papel protagónico de Santiago Muñez en las películas Goal! en 2005, Goal II: Living the Dream en 2007 y la entrega final de la trilogía, Goal! 3: Taking on the World en 2009. Becker ha dicho que ahora desea concentrarse exclusivamente en su carrera en el cine y busca nuevas oportunidades no sólo en el cine mexicano, sino también internacionalmente.

## Filmografía

### Filmografía como actor de doblaje
| Año  | Personaje         | Título                                  | Actor original | Lugar  |
| ---- | ----------------- | --------------------------------------- | -------------- | ------ |
| 2017 | “El Rayo” McQueen | Cars 3                                  | Owen Wilson    | México |
| 2011 | “El Rayo” McQueen | Cars 2: una nueva aventura sobre ruedas | Owen Wilson    | México |
| 2006 | “El Rayo” McQueen | Cars: una aventura sobre ruedas         | Owen Wilson    | México |
| 2000 | Cale Tucker       | Titan A.E.                              | Matt Damon     | México |

### Cine
| Año  | Título                             | Personaje              | Notas                        |
| ---- | ---------------------------------- | ---------------------- | ---------------------------- |
| 1997 | Pueblo chico, Infierno grande      | Hermilo Jaimes "Joven" |                              |
| 1998 | La primera noche                   | Chico golpeado         |                              |
| 2003 | La hija del caníbal (Lucía, Lucía) | Adrián                 |                              |
| 2003 | Imagining Argentina                | Gustavo Santos         |                              |
| 2005 | Isla Bella Once Upon a Wedding     | Rogelio                |                              |
| 2005 | Goal!                              | Santiago Muñez         |                              |
| 2005 | English as a Second Language       | Bolívar De La Cruz     |                              |
| 2006 | Nomad: The Warrior                 | Mansur                 |                              |
| 2007 | Sex and Breakfast                  | Ellis                  |                              |
| 2007 | Pánico 5 Bravo                     | 2014                   |                              |
| 2007 | Goal II: Living the Dream          | Santiago Muñez         |                              |
| 2009 | Goal! 3: Taking on the World       | Santiago Muñez         |                              |
| 2009 | Spoken Word                        | Cruz                   |                              |
| 2009 | Cabeza de buda                     | Thomas Turrent         |                              |
| 2009 | From México with Love              | Héctor Villa           |                              |
| 2010 | La última muerte                   | Christian              |                              |
| 2010 | Te presento a Laura                | Sebastián              |                              |
| 2010 | Espacio interior                   | Architect              |                              |
| 2010 | Las paredes hablan                 | Javier                 |                              |
| 2011 | From Prada to Nada                 | Rodrigo                |                              |
| 2012 | El cartel: la película             |                        |                              |
| 2013 | Cinco de mayo: La batalla          | Ignacio Zaragoza       |                              |
| 2014 | Pánico 5 Bravo                     | Alex                   | También director y productor |
| 2018 | El día de la unión                 |                        | También director y guionista |

### Televisión
| Año       | Título                            | Personaje                  | Notas                                                    |
| --------- | --------------------------------- | -------------------------- | -------------------------------------------------------- |
| 1996      | Para toda la vida                 | Eduardo                    | Telenovela                                               |
| 1996-1997 | Te sigo amando                    | Humberto                   | Telenovela                                               |
| 1997      | Pueblo chico, infierno grande     | Hermilo Jaimez (joven)     | Telenovela; aparece como una versión joven del personaje |
| 1997      | El alma no tiene color            | Juan José                  | Telenovela                                               |
| 1997      | Desencuentro                      | David Rivera Quintana      | Telenovela                                               |
| 1997-2002 | Mujer, casos de la vida real      | Roberto/Ruben              | Serie de TV                                              |
| 1998      | Rencor apasionado                 | Pablo Gallardo Del Campo   | Telenovela                                               |
| 1998      | El privilegio de amar             | Él mismo                   | Telenovela                                               |
| 1998-1999 | Camila                            | Julio Galindo              | Telenovela                                               |
| 1999      | Soñadoras                         | Rubén Barraisabal          | Telenovela                                               |
| 1999-2000 | Mujeres engañadas                 | César Martínez             | Telenovela                                               |
| 2000      | Locura de amor                    | León Baldomero (Cameo)     | Telenovela                                               |
| 2000-2001 | Primer amor... a mil por hora     | León Baldomero             | Telenovela                                               |
| 2010      | House M.D.                        | Ramón                      | Serie de TV                                              |
| 2011      | Secretos del corazón              | Santiago de la rosa        | Telenovela                                               |
| 2011-2012 | CSI: Miami                        | Esteban Navarro            | Serie de TV                                              |
| 2013-2014 | Dallas                            | Drew Ramos                 | Coprotagonista (temporada 2); recurrente (temporada 3)   |
| 2014      | Hasta el fin del mundo            | Samuel                     | Telenovela                                               |
| 2021      | Fuego ardiente                    | Joaquín Ferrer "El Halcón" | Telenovela, villano                                      |
| 2022-2023 | Mi secreto                        | Alfonso Ugarte (joven)     | Telenovela                                               |
| 2023      | Dra. Lucía, un don extraordinario | Enrique Jiménez            | Serie de Televisión                                      |

### Teatro
| Año  | Título                   | Notas |
| ---- | ------------------------ | ----- |
| 1999 | En Roma el amor es broma |       |
| 2007 | The Pillowman            |       |
| 2007 | Culpas prohibidas        |       |

## Bandas sonoras
| Año  | Telenovela(s)                 | Canción                          | Álbum                     |
| ---- | ----------------------------- | -------------------------------- | ------------------------- |
| 2001 | Primer amor... a mil por hora | Interpretando "Juntos" con Anahí | Primer Amor a 1000 X Hora |

## Premios y nominaciones
| Año  | Premiación         | Categoría                                                    | Resultado |
| ---- | ------------------ | ------------------------------------------------------------ | --------- |
| 2000 | Premios TVyNovelas | Mejor Actor Joven                                            | Ganador   |
| 2000 | Premios TVyNovelas | Mejor Actor Revelación                                       | Nominado  |
| 2001 | Premios TVyNovelas | Mejor Secuencia de Acción (con Mauricio Islas)               | Ganador   |
| 2001 | Premios TVyNovelas | Mejor Pelea (con Mauricio Islas)                             | Ganador   |
| 2007 | Premios Juventud   | ¡Qué Actorazo! (Goal!)                                       | Nominado  |
| 2008 | Premios Juventud   | ¡Qué Actorazo! (Sex and Breakfast)                           | Nominado  |
| 2010 | Premios Juventud   | ¡Qué Actorazo! (From México with Love)                       | Nominado  |
| 2019 | AMACC Ariel        | Mejores Efectos visuales, Mejor Maquillaje (Día de La Union) | Nominado  |